# Pontiac Vibe
O Vibe é um monovolume de porte médio da Pontiac, fruto de uma parceria com a Toyota.

## Galeria
- Primeira geração (2003-2008)
- Segunda geração (2009-2010)